# 沈業富
沈業富（1732年—1807年），字既堂，又字方榖、方穀，號味鐙老人，室名味鐙齋、味鐙書屋。江蘇省揚州府高郵州（今屬揚州市高郵縣）人，清朝政治人物、書法家。

## 生平
乾隆十八年（1753年）中式癸酉科江南鄉試舉人。
乾隆十九年（1754年）中式甲戌科第二甲第二十二名進士出身。點翰林院庶吉士學習清書。
二十二年（1757年）：翰林院散館，授編修。充國史館纂修官
二十五年（1760年）：以翰林院編修充任江西鄉試副考官。
二十七年（1762年）：以翰林院編修充任山西鄉試副考官、續文獻通考館纂修官。撰制誥、辦院事，勤於其職。
二十八年（1763年）告假回籍調理。
三十年（1765年）：以翰林院編修充任順天鄉試同考官。外授安徽潁州府知府，改太平府知府。
三十四年（1769年）：安徽太平府知府。當塗官圩決堤，水災，乘坐浴盆巡察各村落，得到賑濟的有五十萬口，密勸富家糶米賑濟，檄令禁止災民輾轉掠奪，使各村自保。有人舉發某富戶不糶糧，沈業富將舉報人鞭笞，責罵：「汝奉何明令，使富家出粟耶？」民眾於是穩定下來。
三十六年（1771年）：安徽太平府知府。泗州水災，上級大吏檄令沈業富前往賑災、清理戶口弊病，民受其惠。
- 時值大瘟疫，設局施藥、埋屍，掩埋暴屍十餘萬棺，沈業富本人則絕葷祈禳。前後督促府屬各縣種植楊柳數百萬株，官路成蔭。
- 時有以邪法異說誘惑大眾的人割辮子教唆叛亂，搜捕令下達，安徽各府都騷動，只有太平府不亂捕一人。
- 有兄弟興訟互告，沈業富發現兩造的訴狀都出自同一人，杖打主使興訟的人，兄弟悔悟和好如初。
- 有老師、學生互告，各揭瘡疤，沈業富把桌上堆了一尺高的案件卷宗都燒掉，說：「爾詞必有稿，可上控郡守焚案，不汝靳。」兩造都哭了，停止訴訟。

四十二年（1777年）：以安徽太平府知府護理江南分巡安徽道，兼管蕪湖關稅務監督。
四十三年（1778年）：仍以安徽太平府知府護理江南分巡安徽道，兼管蕪湖關稅務監督。貴池縣有土地爭訟，上訴到中央，檢視舊的訴訟紀錄跟文書，得出明朝成化二十一年閏四月在官署納稅註冊的地契，沈業富懷疑平民知悉閏月的不多，對照《明史》七卿表，確認當年確實有閏四月明文，便以此官契定讞。在知府任上共十六年，興利除害，有惠績。總督曾將其方法頒布在其他府施行。
四十六年（1781年）：自安徽太平府知府遷河東鹽運使。閏五月暫署安徽道。
- 當時河東鹽池遭淡水滲入，產量大減，商運引進蒙古鹽，也很耗費人力財力。鹽產恢復正常後，弊多商困。沈業富認為鹽池自古為利，不應該廢止禁革，但若放任人民自行販賣，必會導致蒙古鹽越區內侵。沈業富提出「商人之力不在寡在不均，其弊有三：商棄瘠據肥，一也；費浮地遠，夥攫其利，二也；僉代之期，貧富倒置，三也」。於是訂立均引順路之法，統合三省經營鹽業的地區以三等均分，再以道路相近者，順配為五十六路，每路一籤，各商掣籤決定所屬。於是賂絕而弊不行。

四十九年（1784年）：以母老請終養。離職後，乾隆末年廢止商運，蒙古鹽果然內侵，至嘉慶十一年仍回復舊制，都如同沈業富預測。
嘉慶十二年（1807年）卒，年七十二。
個性惇厚，堅持於朋友，黃景仁卒于官署，為其治喪又搜輯其遺稿。回鄉在家閒居之後，士人南北往返常造訪沈業富。工行書，風韻天然。沈業富以耆宿提倡風雅，香山、洛社文人集會風尚賴之不墜。

## 著作
- 纂修《續文獻通考》
- 《味鐙齋詩文集》

## 關聯
- 遠祖：沈奕琛，明朝河南按察副使。
- 曾祖：沈弼，廣東高州府知府。
- 父：沈之亮。
- 妻：鄭氏。
- 子：沈在廷。
- 姻婭：阮元。
- 女婿：裴正文，工部郎中。
- 師友：雷鋐、黃景仁、汪中。

## 延伸阅读
[在维基数据编辑]
 《清史稿/卷336》，出自趙爾巽《清史稿》